# Bernardinus van Siena
Bernardinus van Siena (Massa Marittima, 8 september 1380 – L'Aquila, 20 mei 1444) was een franciscaanse monnik uit Italië, missionaris en katholieke heilige.

## Levensloop
Bernardinus werd geboren in Massa Marittima, de stad waar zijn vader gouverneur was. Hij was wees vanaf de leeftijd van zes en werd door een vrome tante opgevoed. Hij verpleegde zieken in hospitalen en studeerde burgerlijk en canoniek recht in Siena, waar hij ook pestlijders verpleegde in het hospitaal van Santa Maria della Scala. Bernardinus spoorde andere jonge mannen aan om te helpen. Hij werd zelf besmet door de ziekte en overleefde die nauwelijks. In 1402 of 1404 trad hij toe tot de observanten, een tak van de franciscanen die de regels strikt toepast.

### Missionaris
Gedurende een periode van 30 jaar was Bernardinus in Italië actief als missionaris en hij speelde een rol in de religieuze heropleving van de 15e eeuw. Enorme menigtes verzamelden zich om hem te horen spreken. Er werd gezegd dat tegenstanders binnen de Kerk zich door hem verzoenden en mirakels gebeurden tijdens zijn preken. Ook werden er vreugdevuren van de ijdelheden gehouden tijdens zijn preken waarin mensen werden aangespoord om alle voorwerpen van verleiding te verbranden. Tijdens een verblijf in 1425 in Siena preekte hij iedere dag, zeven weken lang. Zijn begeestering was zo groot dat hij voor een preek soms tot vier versies had voorbereid.
In 1427 werd hij naar Rome ontboden en beschuldigd van ketterij. Theologen zoals Paulus Venetus waren aanwezig. Paus Martinus V was zodanig onder de indruk van Bernardinus dat hij hem vroeg om ook in Rome te preken. Hij werd vrijgesproken en preekte onafgebroken gedurende 80 dagen. Zijn sermoenen duurden meestal meer dan een uur, maar konden ook tot meer dan vier uitlopen. In hetzelfde jaar werd hem de bisschopszetel in Siena aangeboden, maar hij weigerde die om zijn werk als missionaris voort te kunnen zetten. In 1431 predikte hij in Toscane, Lombardije, Romagna en Ancona om terug te keren naar Siena en er een oorlog met Florence te vermijden. Hij weigerde opnieuw de aanstelling tot bisschop, ditmaal in Ferrara en Urbino.
Bernardinus verbreidde het Christus-monogram IHS. De tegenstand tegen dit monogram bracht paus Martinus V tot de uitspraak dat het monogram is toegestaan op voorwaarde dat op de H een kruis staat.
De heilige Johannes van Capestrano was Bernardinus' vriend en Jacobus van de Marche was een discipel gedurende die jaren. Zowel paus Martinus V als paus Eugenius IV werden door hun kardinalen gevraagd om Bernardinus te veroordelen, maar beiden spraken hem bijna onmiddellijk vrij, hetgeen werd bevestigd door het Concilie van Bazel. Keizer Sigismund vroeg Bernardinus om advies en hij begeleidde Sigismund op zijn tocht naar Rome om daar tot keizer te worden gekroond.
Kort daarna trok hij zich terug in zijn klooster op de Colle della Capriola om een reeks preken voor te bereiden. Hij hervatte zijn werk als missionaris in 1436, maar hij moest dit opgeven toen hij tot vicaris-generaal van de Italiaanse observanten werd benoemd. In 1442 kon hij de paus ervan overtuigen zijn ontslag te aanvaarden zodat hij zijn missionering kon hervatten. Ondanks een bul van Eugenius IV waarin Bernardinus werd beschuldigd van het verlenen van aflaten aan deelnemers van een kruistocht tegen de Turken is er geen bewijs gevonden dat hij dat werkelijk deed. In 1444, hoewel zijn gezondheid het liet afweten, wilde hij ieder deel van Italië bezoeken en vertrok hij om te prediken in het koninkrijk Napels. Hij stierf hetzelfde jaar in L'Aquila en ligt begraven in de kerk die naar hem is genoemd. Volgens de traditie sijpelde er bloed uit zijn graf tot op het ogenblik dat een vete ophield tussen twee partijen in de stad.

## Economische scholastiek
Bernardinus schreef  als een van de eerste theologen, een boek over scholastieke economie ,nl.  'over contracten en woeker' (1431-1433).

### Economische theorie
Hij verdedigde hierin het standpunt van de ondernemer, en van het private eigendom, dacht na over de ethiek van het handeldrijven, en over de bepalingen van kosten en prijzen.

### Woeker
Woeker was een van zijn belangrijkste onderwerpen die hij aanviel. Hij had een aandeel in het ontstaan van goedkope leningen volgens het systeem van de Berg van Barmhartigheid .Bernardinus zag woeker als de concentratie van alle geld van een stad in enkele handen; hij accepteerde nochtans de theorie van lucrum cessans (intrest om te compenseren voor het geleden verlies door te investeren) .

### Antisemitisme
Bernardinus van Siena wordt beschouwd als een van de belangrijke protagonisten van het Christelijk antisemitisme . Hij verweet  de joden de christelijke bevolking te verarmen door het innen van woekerrentes.

## Canonisatie
Rapporten van wonderen toegeschreven aan Bernardinus verspreidden zich snel en paus Nicolaas V verklaarde hem heilig in 1450, amper zes jaar na zijn dood. In de Katholieke-Kerk valt zijn feestdag op 20 mei, de dag van zijn overlijden.
In Nederland is onder andere het door de franciscanen gestichte Bernardinuscollege te Heerlen naar hem genoemd. Er zijn verschillende plaatsen naar deze heilige vernoemd, onder andere San Bernardino in Californië en San Bernardino in Zwitserland, waar de bekende San Bernardinopas ligt evenals de San Bernardinotunnel.

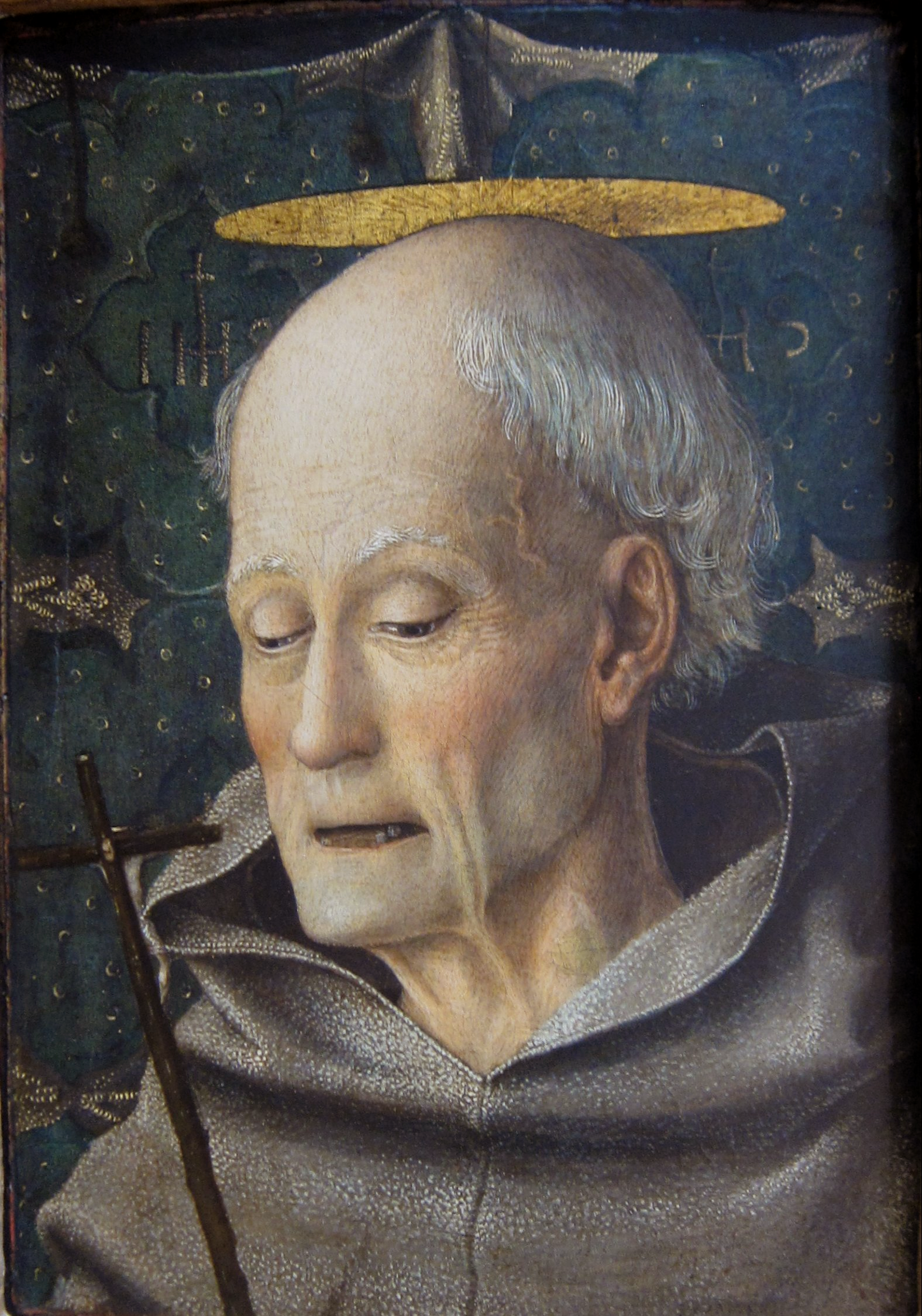
Bernardinus van Siena, geschilderd door Jacopo Bellini
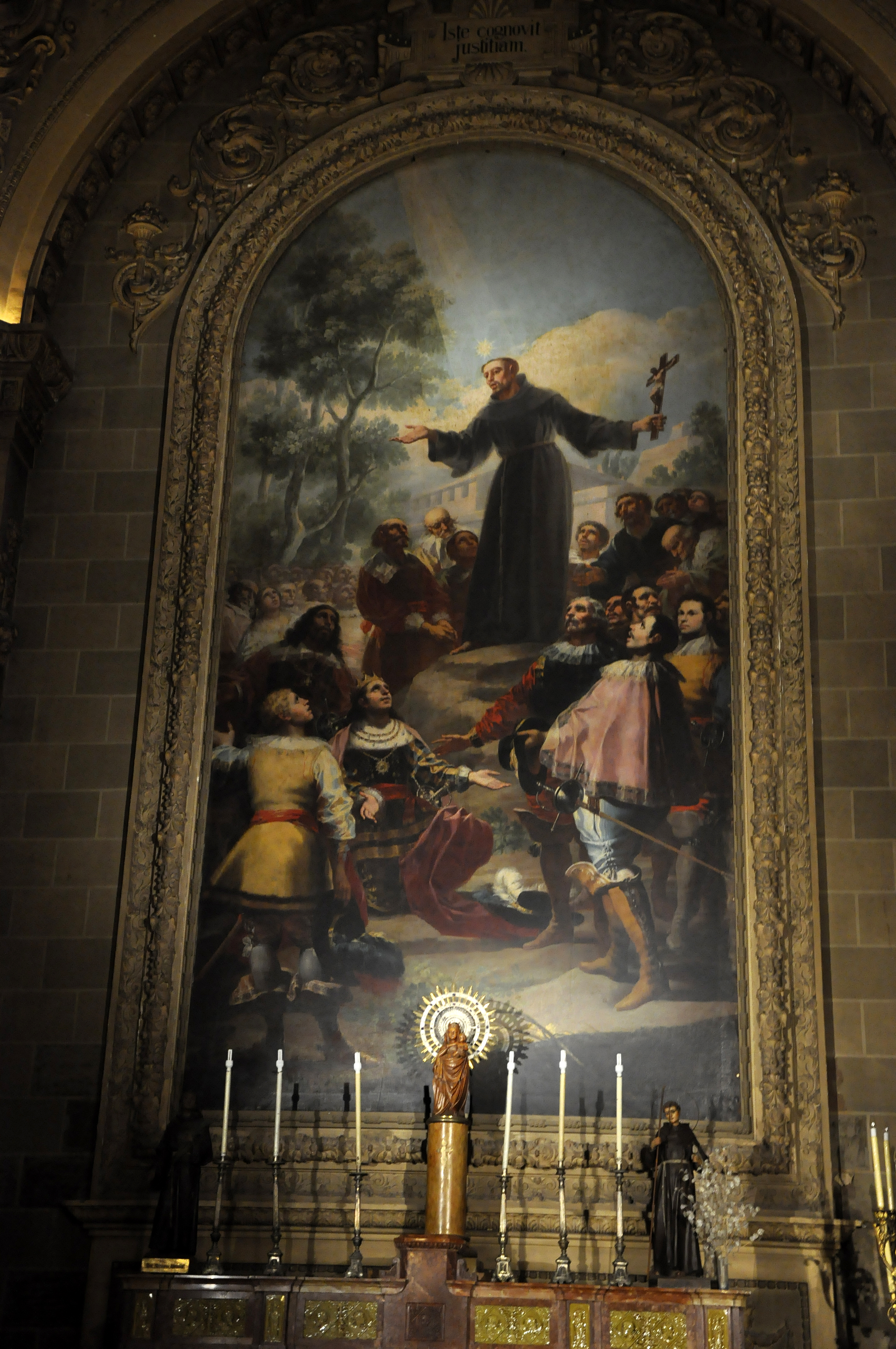
Bernardinus van Siena in de Real Basilica de San Francisco el Grande
Sancti Bernardini Senensis Opera omnia, 1745